# Anna-Lena Ahlström
Anna-Lena Ahlström, född 2 januari 1963, är en svensk fotograf, främst känd som porträttfotograf. Hon har tidigare varit verksam inom musikbranschen.

## Biografi
Ahlström arbetade under 1980- och 1990-talet på Sonet. Under sin tid på bolaget avancerade hon via marknadsavdelningen till roller som marknadschef (den svenska branschens första kvinnliga sådana) och VD.
År 2000 sadlade hon om, läste en fotokurs på Folkuniversitetet och fortsatte därefter med ett års studier i fotografi på School of Visual Arts i New York. Inspirationen till att testa ett nytt yrkesval kom från hennes mor, som var flitig amatörfotograf och dessutom varit redaktör för tidningen Fotografiskt Album.
Efter hemkomsten till Sverige arbetade hon inledningsvis både som fotograf och som manager för Army of Lovers och Alcazar. Efter 2002, då Ahlström var föräldraledig, lämnade hon uppdragen som manager för en karriär som fotograf på heltid.
Bland tidiga fotouppdrag kom ett åt Eva Dahlgren, i samband med en bokproduktion. Bland senare års fotoporträtt finns namn som Lena Philipsson, Jens Lapidus och Katerina Janouch. 2015 blev hon aktuell som hovfotograf, i samband med att Sveriges kungapar på nytt skulle bli föremål för frimärken. Samma år presenterades ett antal av Ahlströms porträttfotograferier på en utställning på Hotel Diplomat i Stockholm. Där fanns bland annat fotona som var underlag till de nya frimärkena med kungaparet.
Anna-Lena Ahlström har sin bas och fotoateljé i Hammarby Sjöstad i Stockholm, med i första hand tidningar och bokförlag som uppdragsgivare. Hon har även varit verksam inom reklamfotografering.
Som fotograf har Ahlström sedan 2006 arbetat helt digitalt. Det hon kan sakna från den analoga tiden, då man hade film i kameran, var det "filter" i filmen som enligt henne passar bra till porträttfotografering.

## Bildgalleri
Nedan visas exempel på Anna-Lena Ahlströms porträttfoton.

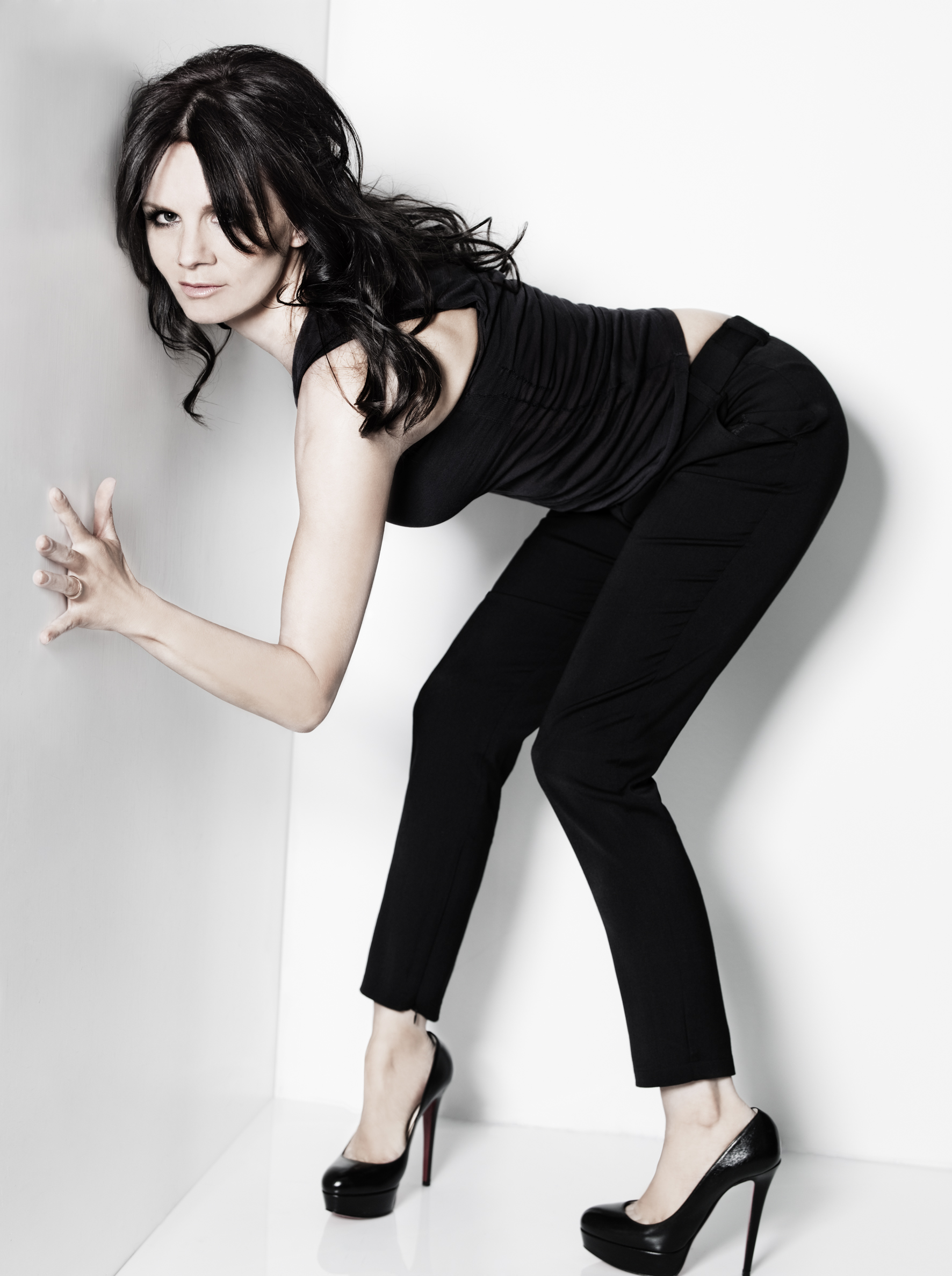
Lena Philipsson, 2010
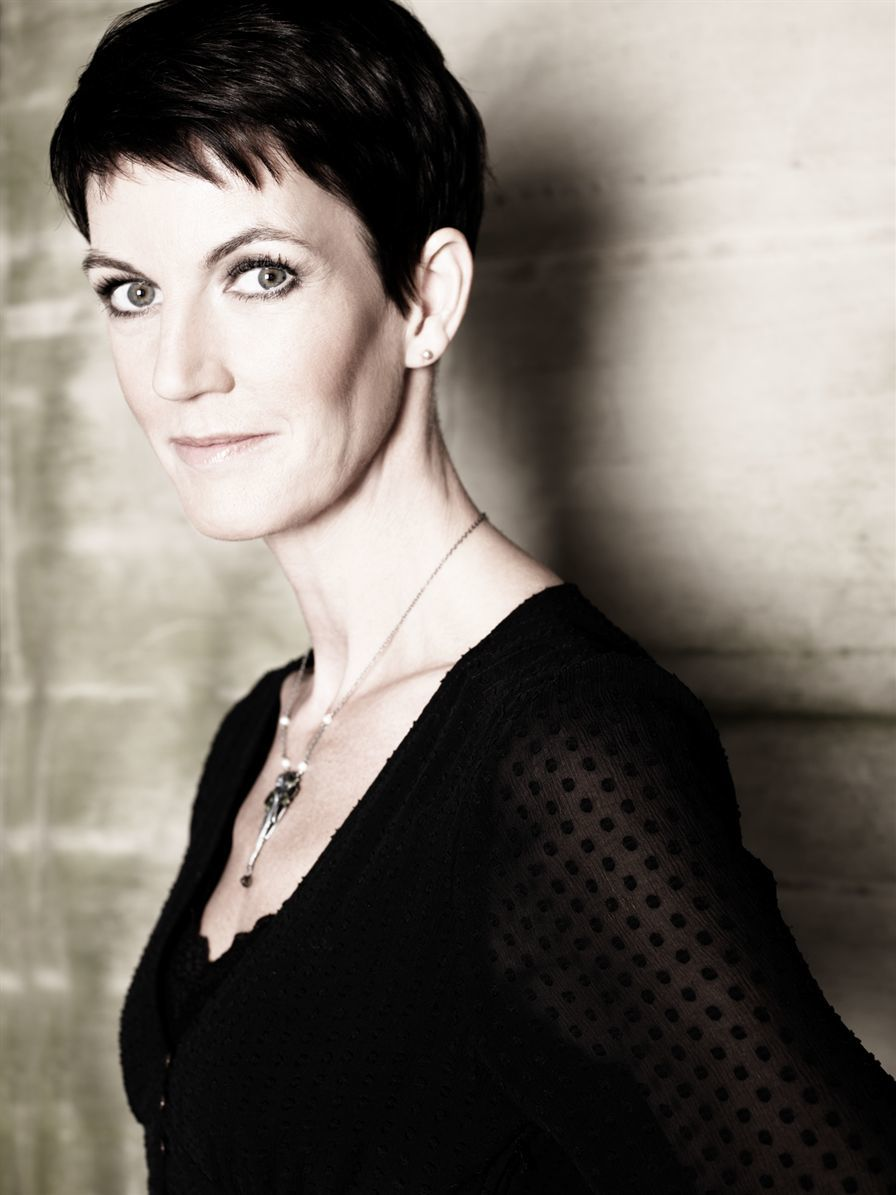
Kajsa Ingemarsson, 2011
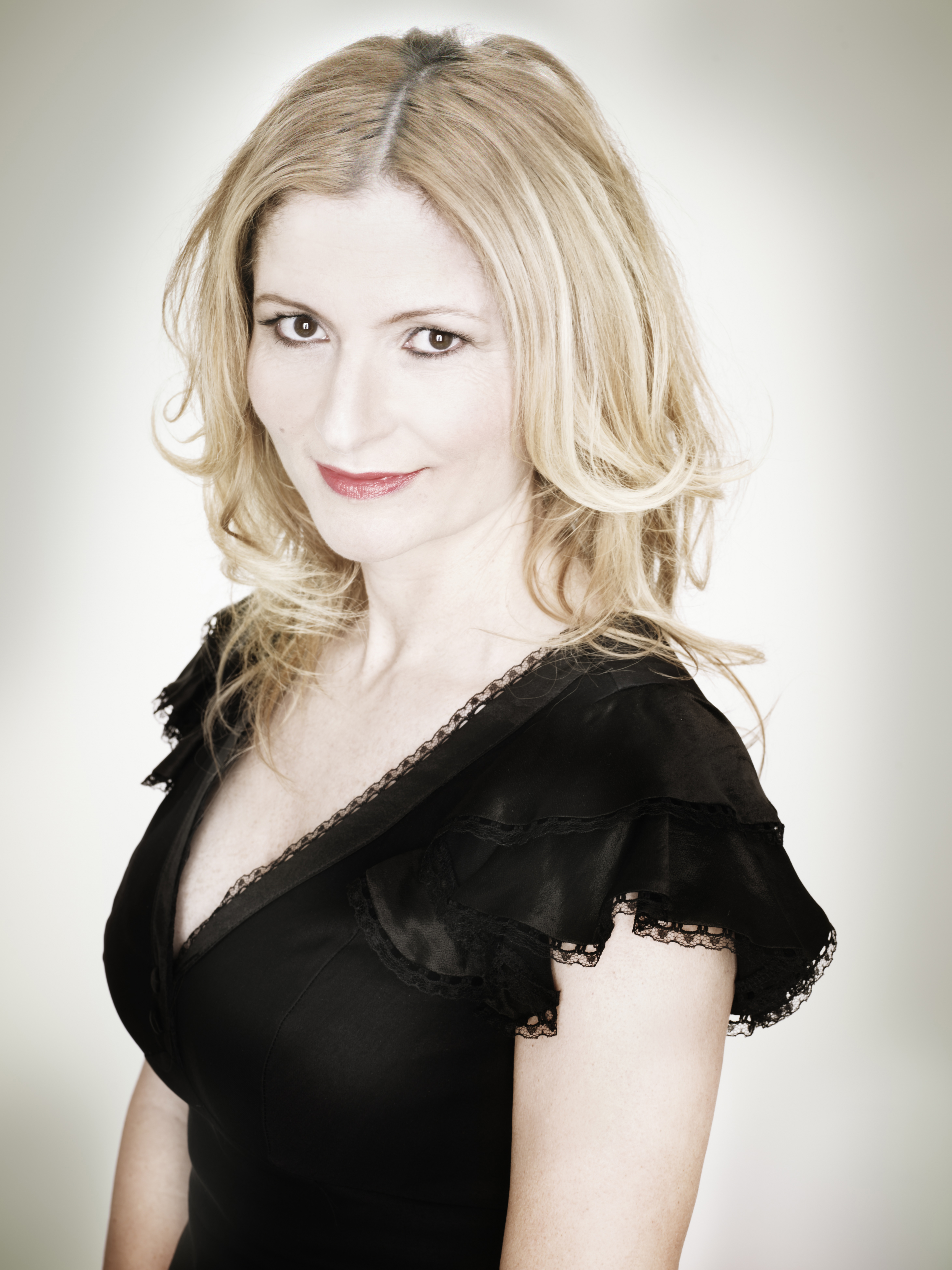
Katerina Janouch, 2012
Jens Lapidus, 2013
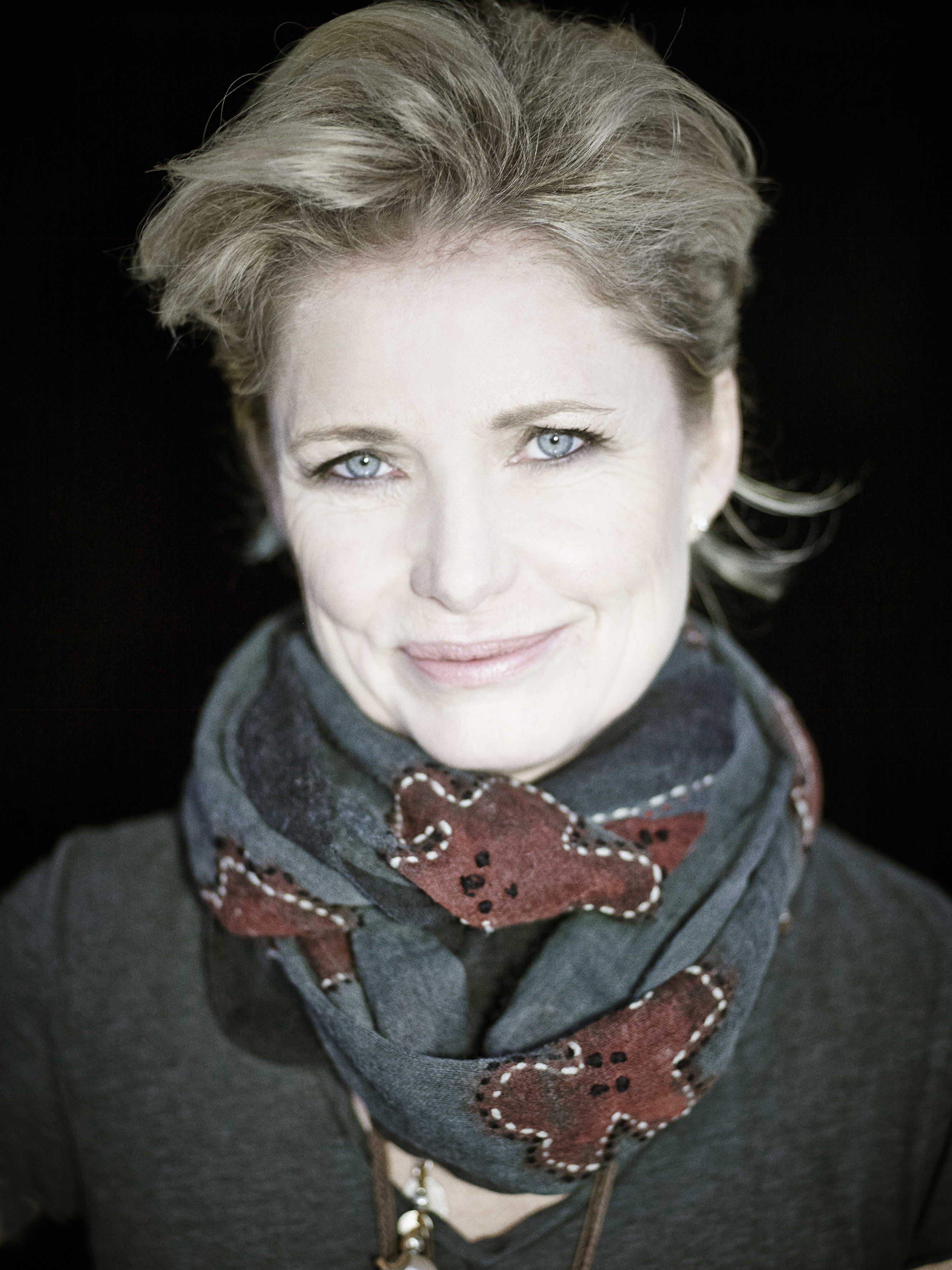
Louise Boije af Gennäs, 2014
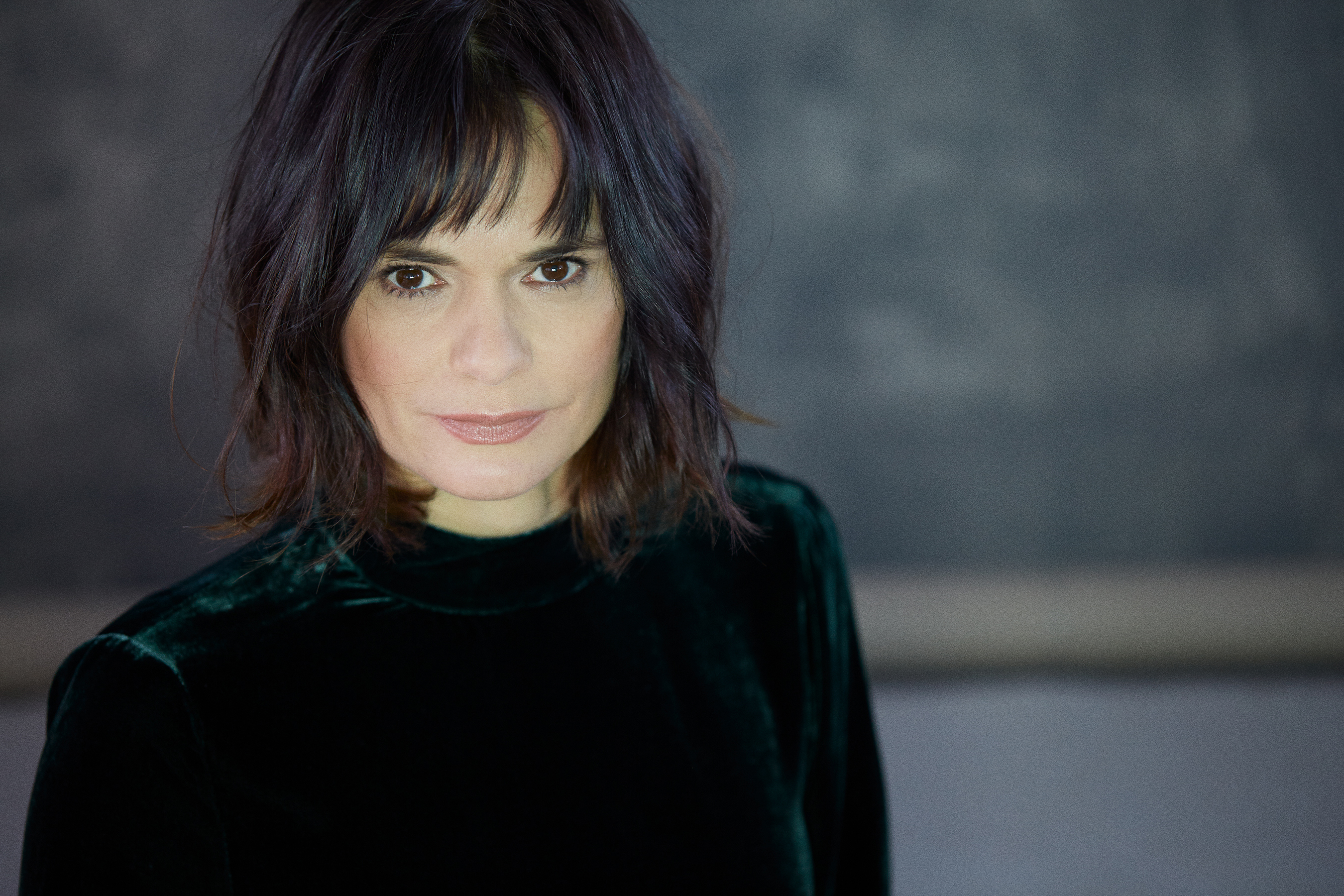
Daniela Svensson, 2016